# Вилладсен, Оливер
Оливер Вилладсен (дат. Oliver Villadsen; родился 16 ноября 2001 года, Аллерёд, Дания) — датский футболист, защитник клуба «Брондбю».

## Клубная карьера
Вилладсен — воспитанник клубов «Норшелланн». 11 августа 2019 года в матче против «Силькеборга» он дебютировал в датской Суперлиге. 

## Международная карьера
В 2018 году в составе юношеской сборной Дании Вилладсен принял участие в юношеском чемпионате Европы в Англии. На турнире он сыграл в матче против команд Боснии и Герцеговины, Ирландии и Бельгии.